# Yamtuan Besar
Yamtuan Besar, auch Yang di-Pertuan Besar (wörtlich übersetzt: „der, der zum Großen gemacht wurde“), ist ein malaysischer Adelstitel und bezeichnet das Oberhaupt des Bundesstaates Negeri Sembilan. Der Yamtuan Besar wird von den vier Undang, den lokalen Herrschern der Distrikte Sungai Ujong, Jelebu, Johol und Rembau auf Lebenszeit gewählt. Die Undang ihrerseits werden ebenfalls aus adligen Familien bestimmt, wobei in matrilinearer Minangkabau-Tradition in der Regel der älteste Sohn der ältesten Schwester des Amtsinhabers der Erbe ist.
Negeri Sembilan ist der einzige malaysische Bundesstaat mit einer Wahlmonarchie. Seit 1773 wird das Oberhaupt auf diese Weise bestimmt. Das System der Wahlmonarchie auf subnationaler Ebene wurde nach der Unabhängigkeit Malaysias 1957 auf Bundesebene für die Bestimmung des Yang di-Pertuan Agong, also des malaysischen Staatsoberhaupts, übernommen, jedoch sind hier die Amtszeiten auf jeweils fünf Jahre begrenzt.
Der derzeitige Herrscher von Negeri Sembilan ist Muhriz, der 2008 zum Nachfolger des verstorbenen Jaafar gewählt wurde.